# Dove la terra scotta
Dove la terra scotta (Man of the West) è un film diretto da Anthony Mann nel 1958.

## Trama
Link Jones, un ex fuorilegge oggi onesto cittadino, prende il treno per recarsi in città, per trovare ed assumere un'insegnante per la scuola del lontano paesino dove abita. I suoi concittadini gli hanno affidato i loro risparmi perché paghi un anno anticipato la maestra, in modo da convincerlo ad accettare il lavoro. Sul treno si trovano tra gli altri passeggeri, anche Sam Beasley (un baro) e miss Billie Ellis (una ragazza di saloon). Il treno si ferma a una piccola stazione di rifornimento per caricarsi di legna. Gli uomini in grado di lavorare vanno a dare una mano e anche Sam e Billie scendono dal treno per sgranchirsi le gambe. In quel momento un gruppo di tre banditi assalta il treno, mentre un quarto scende con la borsa di Link (con dentro i soldi per l'insegnante). Nello scontro a fuoco che segue il quarto bandito viene ferito a morte e il treno riparte lasciando a terra Link, Sam e Billie. Nel tentativo di trovare un riparo per la notte Jones conduce gli altri a una fattoria vicina. Purtroppo la casa è abitata dai banditi del treno e comandata da Dock Tobin. Ironia della sorte, Dock è il capo della banda di cui faceva parte Link, oltre a essere quello che ha materialmente allevato l'uomo. Per salvarsi la vita, Jones finge che Billie sia la sua donna (anche se in realtà ha una famiglia al paese), e che è tornato con la banda. Sviato da questa notizia, Dock decide di assaltare la banca di Larum e, in attesa di un altro membro della banda, inizia a predisporre un piano. In un crescendo di tensione e pazzia (e qualche morto) si arriva all'obiettivo e si scopre che è una città fantasma. Nella successiva resa dei conti, Link riuscirà a salvarsi la vita e a liberare Billie, l'unica sopravvissuta.